# London Anniversary Games 2018
I London Anniversary Games 2018 è stata la 51ª edizione dell'annuale meeting di atletica leggera, e si è svolto allo Olympic Stadium di Londra, il 21 e il 22 luglio 2018. Il meeting è stato l'undicesima tappa del circuito di atletica leggera IAAF Diamond League 2018.

## Programma[1]

### Giorno 1
| # | Orario | Specialità         |
| - | ------ | ------------------ |
| 1 | 14:30  | Salto con l'asta   |
| 2 | 15:55  | 400 metri          |
| 3 | 16:05  | 5000 metri         |
| 4 | 16:26  | 400 metri ostacoli |
| 5 | 16:50  | 100 metri          |

| # | Orario | Specialità             |
| - | ------ | ---------------------- |
| 1 | 14:33  | 3000 metri             |
| 2 | 15:04  | 400 metri ostacoli     |
| 3 | 15:09  | Lancio del giavellotto |
| 4 | 15:30  | Salto in lungo         |
| 5 | 16:38  | 100 metri              |

### Giorno 2
| # | Orario | Specialità         |
| - | ------ | ------------------ |
| 1 | 15:31  | Salto in lungo     |
| 2 | 15:37  | 110 metri ostacoli |
| 3 | 15:58  | 800 metri          |
| 4 | 16:08  | 1500 metri         |
| 5 | 16:19  | 200 metri          |

| # | Orario | Specialità         |
| - | ------ | ------------------ |
| 1 | 14:45  | Lancio del disco   |
| 2 | 15:04  | 400 metri          |
| 3 | 15:09  | Salto in alto      |
| 4 | 15:48  | 800 metri          |
| 5 | 16:29  | 200 metri          |
| 6 | 16:39  | 100 metri ostacoli |
| 7 | 16:49  | Miglio             |

     Specialità valide per la Diamond League

## Risultati
Di seguito i primi tre classificati di ogni specialità.

### Uomini
| Specialità         |                         | Prestazione | 2º classificato   | Prestazione | 3º classificato    | Prestazione |
| 100 metri          | Ronnie Baker            | 9"90        | Zharnel Hughes    | 9"93        | Akani Simbine      | 9"94        |
| 200 metri          | Akeem Bloomfield        | 19"81       | Alonso Edward     | 20"01       | Álex Quiñónez      | 20"13       |
| 400 metri          | Abdalleleh Haroun       | 44"07       | Paul Dedewo       | 44"43       | Kirani James       | 44"50       |
| 800 metri          | Emmanuel Kipkurui Korir | 1'42"05     | Clayton Murphy    | 1'43"12     | Wycliffe Kinyamal  | 1'43"12     |
| 1500 metri         | Matthew Centrowitz      | 3'35"22     | Ryan Gregson      | 3'35"35     | Justus Soget       | 3'35"56     |
| 5000 metri         | Paul Chelimo            | 13'14"01    | Muktar Edris      | 13'14"35    | Yomif Kejelcha     | 13'14"39    |
| 110 metri ostacoli | Ronald Levy             | 13"13       | Devon Allen       | 13"30       | Freddie Crittenden | 13"33       |
| 400 metri ostacoli | Karsten Warholm         | 47"65       | Yasmani Copello   | 48"40       | Thomas Barr        | 48"99       |
| Salto con l'asta   | Sam Kendricks           | 5.92 m      | Renaud Lavillenie | 5.86 m      | Armand Duplantis   | 5.86 m      |
| Salto in lungo     | Luvo Manyonga           | 8.58 m      | Ruswahl Samaai    | 8.42 m      | Jarrion Lawson     | 8.25 m      |

     Prestazione che stabilisce il nuovo record del meeting.

### Donna
| Specialità             |                         | Prestazione | 2º classificato    | Prestazione | 3º classificato    | Prestazione |
| 100 metri              | Shelly-Ann Fraser-Pryce | 10"98       | Dezerea Bryant     | 11"04       | Jonielle Smith     | 11"07       |
| 200 metri              | Jenna Prandini          | 22"16       | Gabrielle Thomas   | 22"19       | Shericka Jackson   | 22"22       |
| 400 metri              | Stephenie Ann McPherson | 50"31       | Anastasia Le-Roy   | 50"85       | Courtney Okolo     | 50"93       |
| 800 metri              | Ce'Aira Brown           | 1'58"57     | Natoya Goule       | 1'58"67     | Lynsey Sharp       | 1'59"34     |
| Miglio                 | Sifan Hassan            | 4'14"71 DLR | Gudaf Tsegay       | 4'16"14     | Hellen Obiri       | 4'16"15     |
| 3000 metri             | Lilian Kasait Rengeruk  | 8'41"90     | Susan Krumins      | 8'41"93     | Katie Mackey       | 8'45"94     |
| 100 metri ostacoli     | Kendra Harrison         | 12"36       | Brianna McNeal     | 12"47       | Sharika Nelvis     | 12"51       |
| 400 metri ostacoli     | Shamier Little          | 53"95       | Janieve Russell    | 53"96       | Dalilah Muhammad   | 54"86       |
| Salto in alto          | Marija Lasickene        | 2.04 m      | Elena Vallortigara | 2.02 m      | Vashti Cunningham  | 1.91 m      |
| Salto in lungo         | Shara Proctor           | 6.91 m      | Lorraine Ugen      | 6.88 m      | Brooke Stratton    | 6.76 m      |
| Lancio del disco       | Sandra Perković         | 67.24 m     | Yaimé Pérez        | 64.63 m     | Denia Caballero    | 63.91 m     |
| Lancio del giavellotto | Lü Huihui               | 65.54 m     | Nikola Ogrodníková | 65.36 m     | Kelsey-Lee Roberts | 64.11 m     |

     Prestazione che stabilisce il nuovo record del meeting.